# Barbery (Calvados)
Pour les articles homonymes, voir Barbery.
Barbery est une commune française, située dans le département du Calvados en région Normandie, peuplée de 758 habitants.

## Géographie

### Description
La commune, située dans le Pays de Caen, se trouve à 4,5 kilomètres de Bretteville-sur-Laize, à 9 kilomètres de Thury-Harcourt et à 21 kilomètres de Caen.

### Communes limitrophes
Les communes limitrophes sont  Boulon, Bretteville-sur-Laize, Fresney-le-Vieux, Gouvix, Moulines, Saint-Germain-le-Vasson, Saint-Laurent-de-Condel et Urville.
| Saint-Laurent-de-Condel | Boulon, Bretteville-sur-Laize | Gouvix                  |
| Fresney-le-Vieux        | Barbery                       | Urville                 |
| Moulines                | Moulines                      | Saint-Germain-le-Vasson |

### Hydrographie
La commune est située dans le bassin Seine-Normandie. Elle est drainée par la Laize, le fossé 01 de Mesnil-Touffay, le ruisseau de Corneville et le ruisseau du Val Clair,,.
La Laize, d'une longueur de 32 km, prend sa source dans la commune de Martigny-sur-l'Ante et se jette  dans l'Orne à Laize-Clinchamps, après avoir traversé 15 communes. 

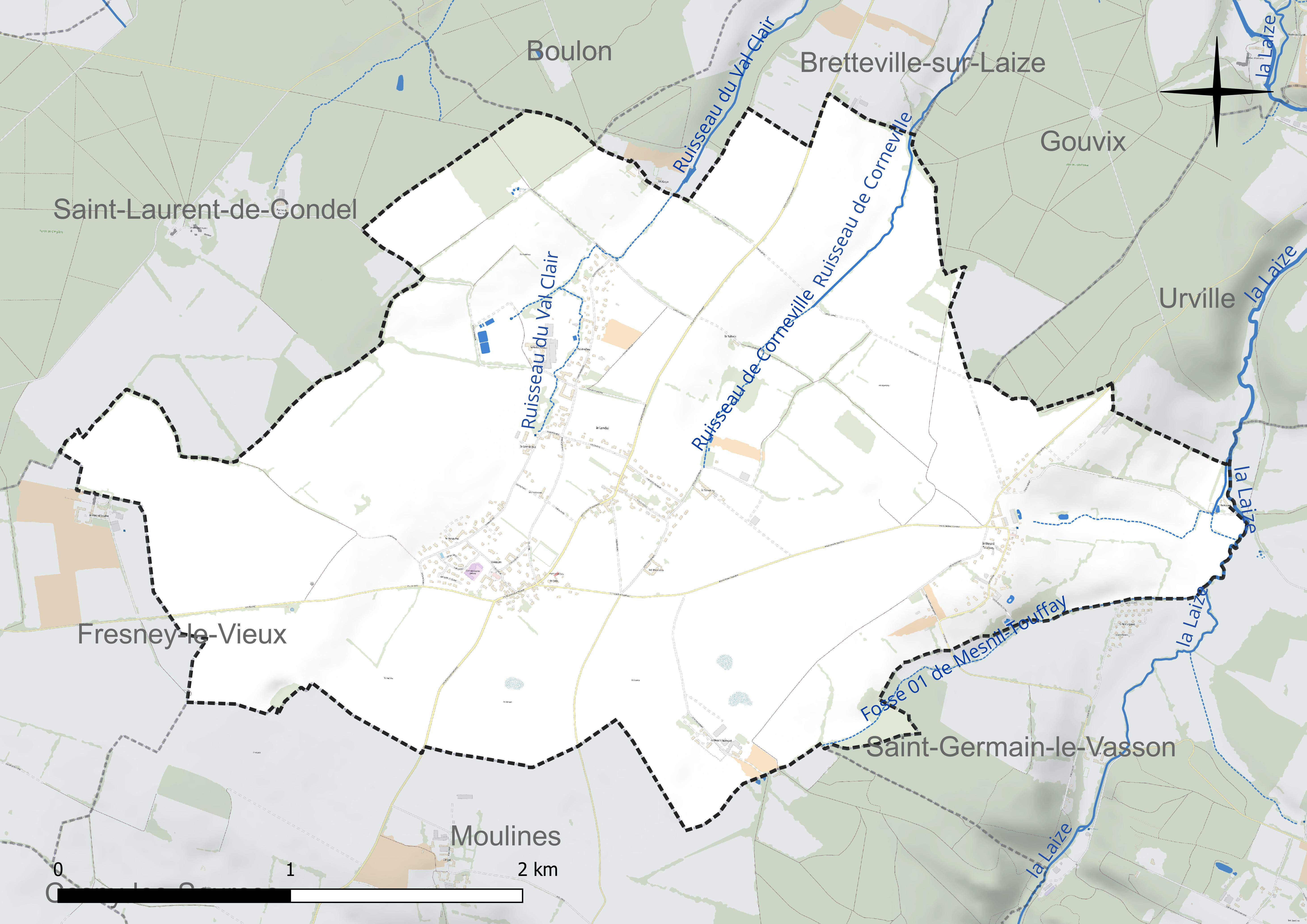
Réseau hydrographique de Barbery.

### Climat
Pour des articles plus généraux, voir Climat de la Normandie et Climat du Calvados.
En 2010, le climat de la commune est de type climat océanique franc, selon une étude du CNRS s'appuyant sur une série de données couvrant la période 1971-2000. En 2020, Météo-France publie une typologie des climats de la France métropolitaine dans laquelle la commune est exposée à un climat océanique et est dans la région climatique  Normandie (Cotentin, Orne), caractérisée par une pluviométrie relativement élevée (850 mm/a) et un été frais (15,5 °C) et venté. Parallèlement le GIEC normand, un groupe régional d'experts sur le climat, différencie quant à lui, dans une étude de 2020, trois grands types de climats pour la région Normandie, nuancés à une échelle plus fine par les facteurs géographiques locaux. La commune est, selon ce zonage, exposée à un « climat contrasté des collines », correspondant au Bocage normand, bien arrosé, voire très arrosé sur les reliefs les plus exposés au flux d'ouest, et frais en raison de l'altitude.
Pour la période 1971-2000, la température annuelle moyenne est de 10,4 °C, avec  une amplitude thermique annuelle de 12,8 °C. Le cumul annuel moyen de précipitations est de 803 mm, avec 12,4 jours de précipitations en janvier et 7,8 jours en juillet. Pour la période 1991-2020, la température moyenne annuelle observée sur la station météorologique la plus proche, située sur la commune de Fresney-le-Vieux à 3 km à vol d'oiseau, est de 10,8 °C et le cumul annuel moyen de précipitations est de 826,3 mm,. Pour l'avenir, les paramètres climatiques de la commune estimés pour 2050 selon différents scénarios d'émission de gaz à effet de serre sont consultables sur un site dédié publié par Météo-France en novembre 2022.

## Urbanisme

### Typologie
Au 1er janvier 2024, Barbery est catégorisée commune rurale à habitat dispersé, selon la nouvelle grille communale de densité à 7 niveaux définie par l'Insee en 2022.
Elle est située hors unité urbaine. Par ailleurs la commune fait partie de l'aire d'attraction de Caen, dont elle est une commune de la couronne,. Cette aire, qui regroupe 296 communes, est catégorisée dans les aires de 200 000 à moins de 700 000 habitants,.

### Occupation des sols

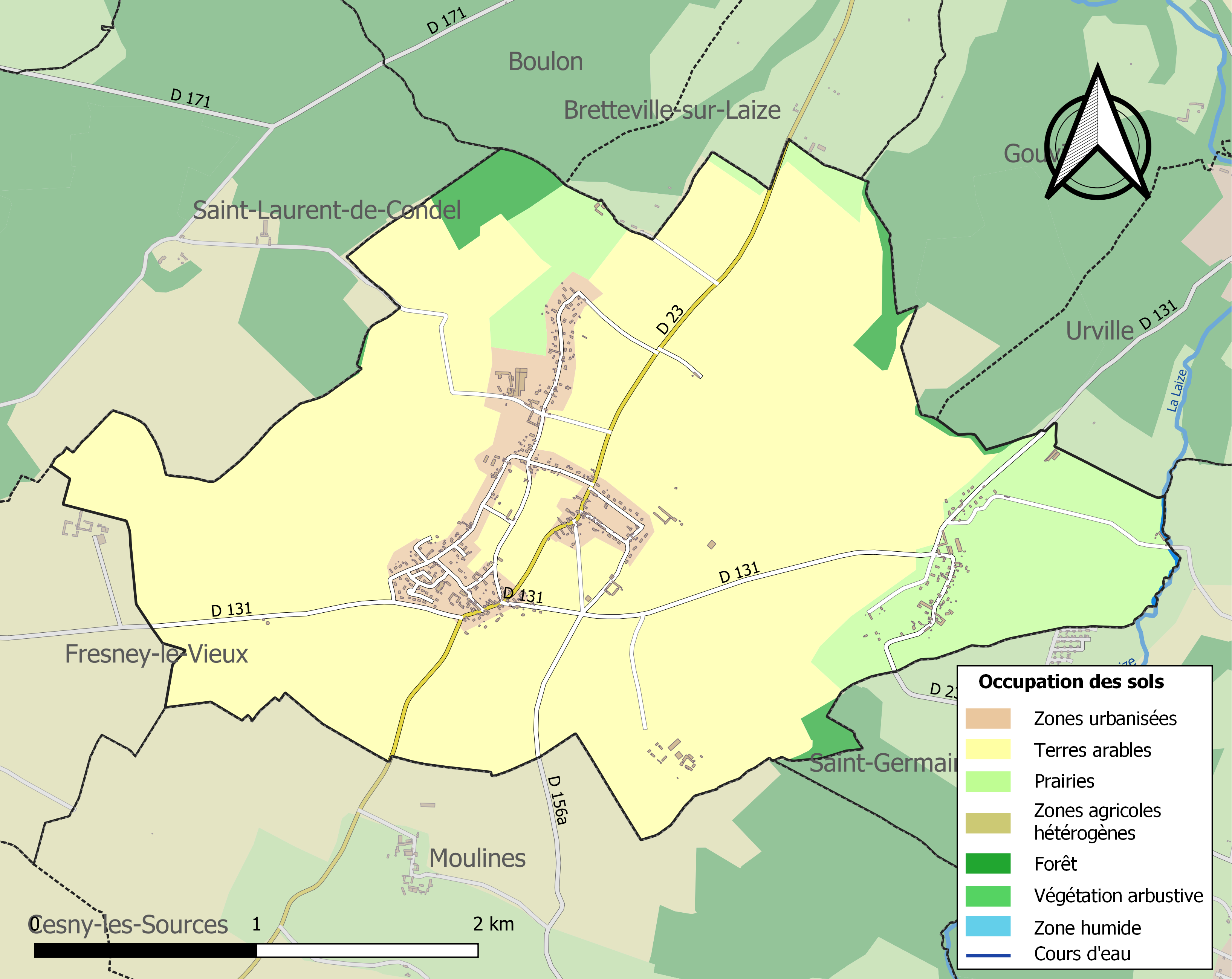
Carte des infrastructures et de l'occupation des sols de la commune en 2018 (CLC).

L'occupation des sols de la commune, telle qu'elle ressort de la base de données européenne d'occupation biophysique des sols Corine Land Cover (CLC), est marquée par l'importance des territoires agricoles (91 % en 2018), en diminution par rapport à 1990 (92,3 %). La répartition détaillée en 2018 est la suivante : 
terres arables (76,6 %), prairies (14,4 %), zones urbanisées (6,2 %), forêts (2,8 %). L'évolution de l'occupation des sols de la commune et de ses infrastructures peut être observée sur les différentes représentations cartographiques du territoire : la carte de Cassini (XVIIIe siècle), la carte d'état-major (1820-1866) et les cartes ou photos aériennes de l'IGN pour la période actuelle (1950 à aujourd'hui).

### Lieux-dits, hameaux et écarts

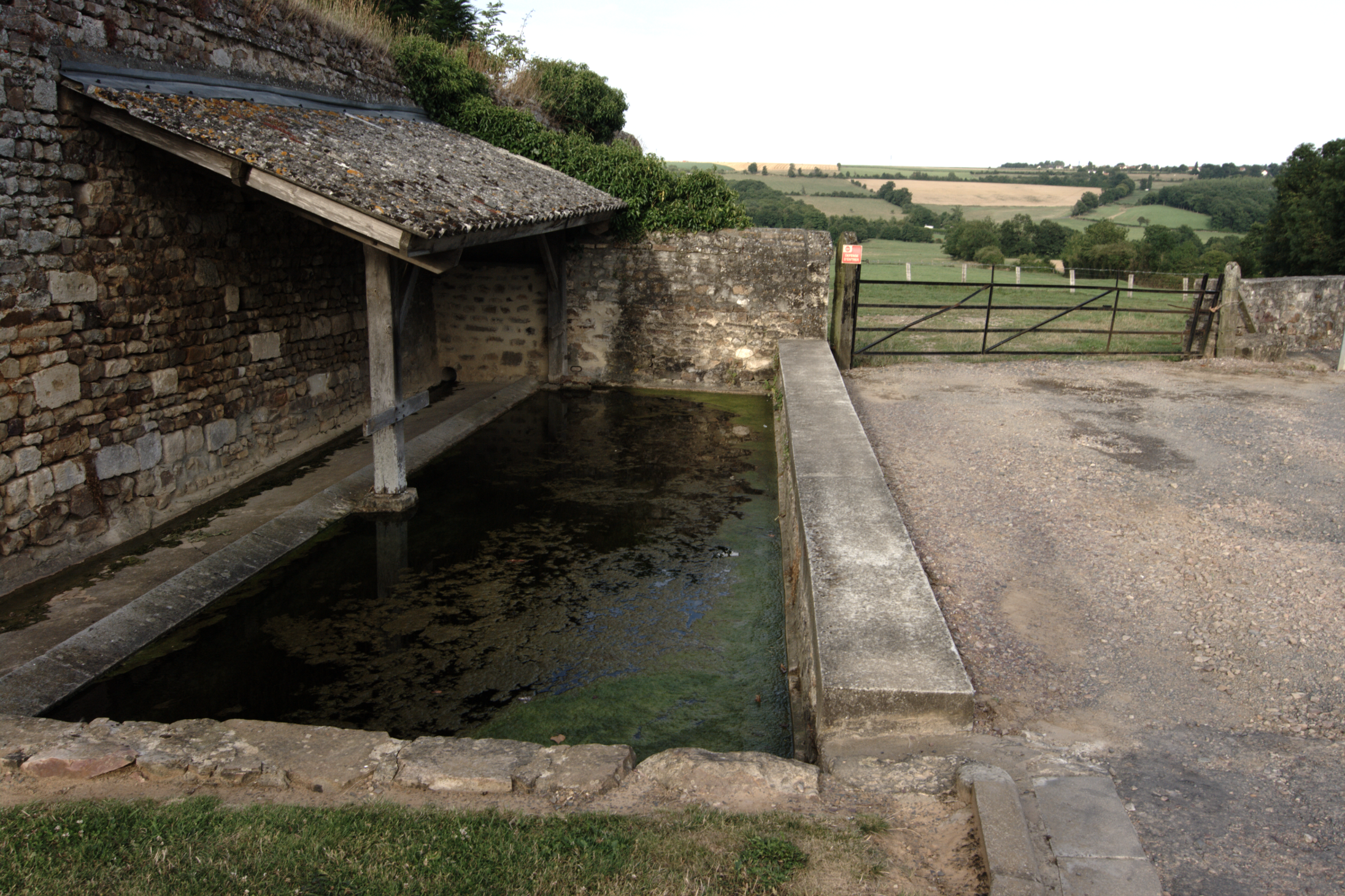
Lavoir du Mesnil-Touffray.

Situé à 2 km à l'est du village, le hameau du Mesnil-Touffray compte environ 98 habitants[réf. nécessaire]. Bien que faisant partie de Barbery et que sa population se rattache à celui-ci, le Mesnil-Touffray jouit d'une quasi indépendance[réf. nécessaire]. L'ancienne mairie, abandonnée en 2002, a repris du service. Elle sert d'annexe de celle de Barbery, les habitants du hameau y viennent voter et des informations sont transmises depuis celle-ci. La petite école a fermé ses portes au cours de l'année 2004[réf. nécessaire], faute d'effectifs. Son église rappelle que jusqu'à 1982[réf. nécessaire], Mesnil-Touffray est une paroisse. Le hameau est voisin d'Urville et de Saint-Germain-le-Vasson.

### Habitat et logement
En 2018, le nombre total de logements dans la commune était de 306, alors qu'il était de 302 en 2013 et de 263 en 2008.
Parmi ces logements, 92,5 % étaient des résidences principales, 0,7 % des résidences secondaires et 6,9 % des logements vacants. Ces logements étaient pour 95,7 % d'entre eux des maisons individuelles et pour 4,3 % des appartements.
Le tableau ci-dessous présente la typologie des logements à Barbery en 2018 en comparaison avec celle du Calvados et de la France entière. Une caractéristique marquante du parc de logements est ainsi une proportion de résidences secondaires et logements occasionnels (0,7 %) très inférieure à celle du département (18 %) et à celle de la France entière (9,7 %). Concernant le statut d'occupation de ces logements, 85,8 % des habitants de la commune sont propriétaires de leur logement (85,8 % en 2013), contre 57 % pour le Calvados et 57,5 % pour la France entière.
| Typologie                                               | Barbery | Calvados | France entière |
| ------------------------------------------------------- | ------- | -------- | -------------- |
| Résidences principales (en %)                           | 92,5    | 75,2     | 82,1           |
| Résidences secondaires et logements occasionnels (en %) | 0,7     | 18       | 9,7            |
| Logements vacants (en %)                                | 6,9     | 6,8      | 8,2            |

## Toponymie
Le nom de la localité est attesté sous les formes latinisées Barberia et Barbereium en 1050,.
Il s'agit d'un type toponymique gallo-roman en -acum, suffixe d'origine gauloise marquant l'emplacement et la propriété. Il explique la plupart des terminaisons toponymiques en -y du nord de la France. Le premier élément Barber- représente, comme c'est souvent le cas, un anthroponyme. La plupart des toponymistes proposent le nom de personne latin ou roman, Barbarius.
Le gentilé est Barberigeois.
Le Mesnil-Touffray est mentionné sous la forme Mesnillum Touffredi (sans date). Il s'agit d'une formation médiévale en Mesnil- précédée de l'article défini le, postérieure au IXe siècle. Le second élément Touffray représente le nom de personne scandinave, généralement féminin, Þórfríðr (ancien norrois) ou Thorfred (vieux danois) et attesté dans les textes latins de la Normandie ducale sous les formes Torfredus ou Torfridus. On le retrouve dans Touffréville (Calvados, 30 km au nord-est), les Touffreville (ex : Touffreville-la-Câble, Torfreivilla 1218 ; Touffreville-la-Corbeline, Turfretvilla vers 1040) et dans Touffrecal (Fresnoy-Folny, Torfrescalis en 1156-1161) en Seine-Maritime.

## Histoire
En 1846, la commune de Barbery (633 habitants en 1841) instituée par la Révolution française, absorbe celle du Mesnil-Touffrey (137 habitants), à l'est de son territoire.

## Politique et administration

### Rattachements administratifs et électoraux

#### Rattachements administratifs
La commune se trouve depuis 1926 dans l'arrondissement de Caen du département du Calvados.  
Elle faisait partie depuis 1793 du canton de Bretteville-sur-Laize. Dans le cadre du redécoupage cantonal de 2014 en France, cette circonscription administrative territoriale a disparu, et le canton n'est plus qu'une circonscription électorale.

#### Rattachements électoraux
Pour les élections départementales, la commune fait partie depuis 2014 du canton du Hom
Pour l'élection des députés, elle fait partie de la troisième circonscription du Calvados.

### Intercommunalité
Barbery était membre de la communauté de communes du Cingal, un établissement public de coopération intercommunale (EPCI) à fiscalité propre créé en 1998 et auquel la commune avait transféré un certain nombre de ses compétences, dans les conditions déterminées par le code général des collectivités territoriales.
Dans le cadre des dispositions de la loi portant nouvelle organisation territoriale de la République du 7 août 2015, qui prévoit que les établissements publics de coopération intercommunale (EPCI) à fiscalité propre doivent avoir un minimum de 15 000 habitants, cette intercommunalité a fusionné avec sa voisine pour former, le 1er janvier 2017, la communauté de communes Cingal-Suisse Normande, dont est désormais membre la commune.

### Administration municipale
Compte tenu de la population de la commune, son conseil municipal est composé de quinze membres dont le maire et ses adjoints.

### Liste des maires
| Période     | Période                    | Identité             | Étiquette | Qualité                                      |
| ----------- | -------------------------- | -------------------- | --------- | -------------------------------------------- |
|             |                            |                      |           |                                              |
| années 1970 |                            | Raymond Pitois       |           |                                              |
|             |                            |                      |           |                                              |
| 1983        | mars 2001                  | Ferdinand Lecouvey   |           | Ancien de la 2e DB, chef d'entreprise.       |
| mars 2001   | mars 2014                  | Alain Crocquevieille | SE        | Colonel de gendarmerie                       |
| mars 2014   | janvier 2023               | Guy Pislard          | SE        | Cadre de l'industrie retraité Démissionnaire |
| avril 2023  | En cours (au 3 avril 2023) | Luc Lebouvier        |           | Attaché scientifique                         |

## Démographie
L'évolution du nombre d'habitants est connue à travers les recensements de la population effectués dans la commune depuis 1793. Pour les communes de moins de 10 000 habitants, une enquête de recensement portant sur toute la population est réalisée tous les cinq ans, les populations de référence des années intermédiaires étant quant à elles estimées par interpolation ou extrapolation. Pour la commune, le premier recensement exhaustif entrant dans le cadre du nouveau dispositif a été réalisé en 2006.

En 2022, la commune comptait 758 habitants, en évolution de −7,56 % par rapport à 2016 (Calvados : +1,58 %, France hors Mayotte : +2,11 %).
| 1793 | 1800 | 1806 | 1821 | 1831 | 1836 | 1841 | 1846 | 1851 |
| ---- | ---- | ---- | ---- | ---- | ---- | ---- | ---- | ---- |
| 795  | 601  | 680  | 666  | 647  | 617  | 633  | 755  | 759  |

| 1856 | 1861 | 1866 | 1872 | 1876 | 1881 | 1886 | 1891 | 1896 |
| ---- | ---- | ---- | ---- | ---- | ---- | ---- | ---- | ---- |
| 728  | 686  | 666  | 600  | 599  | 590  | 569  | 539  | 490  |

| 1901 | 1906 | 1911 | 1921 | 1926 | 1931 | 1936 | 1946 | 1954 |
| ---- | ---- | ---- | ---- | ---- | ---- | ---- | ---- | ---- |
| 465  | 488  | 416  | 455  | 419  | 429  | 435  | 391  | 431  |

| 1962 | 1968 | 1975 | 1982 | 1990 | 1999 | 2006 | 2011 | 2016 |
| ---- | ---- | ---- | ---- | ---- | ---- | ---- | ---- | ---- |
| 417  | 390  | 366  | 497  | 500  | 524  | 613  | 761  | 820  |

| 2021 | 2022 | - | - | - | - | - | - | - |
| ---- | ---- | - | - | - | - | - | - | - |
| 780  | 758  | - | - | - | - | - | - | - |

Au premier recensement républicain, en 1793, Barbery comptait 795 habitants, population qui n'a à nouveau été atteinte qu'en 2013.

## Culture locale et patrimoine

### Lieux et monuments

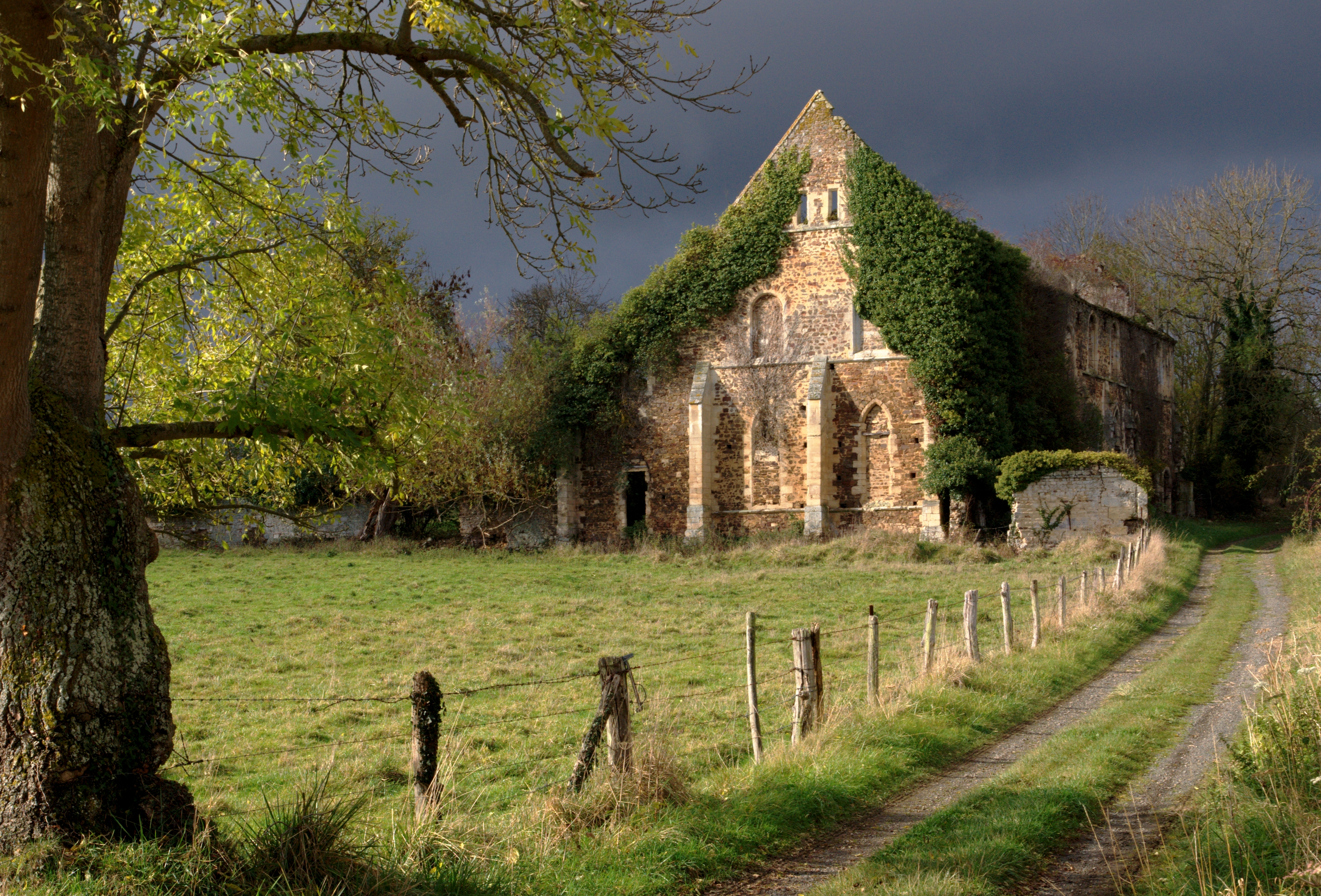
L'abbaye Notre-Dame de Barbery.

- Ancienne abbaye cistercienne Notre-Dame, fondée au XIIe siècle, dont les vestiges sont inscrits partiellement au titre des monuments historiques par arrêté du 14 septembre 2005[36].
- Église Saint-Pierre, du XIIIe siècle, remaniée. Elle abrite une Vierge à l'Enfant du XVIe siècle classée à titre d'objet[37], ainsi qu'une statue en pierre grandeur nature de saint Benoît provenant vraisemblablement du chœur de l'abbaye[38] et dans le cimetière, une Vierge de même taille commandée, entre 1710 et 1733, par l'abbé de Barbery, Louis-Auderic de Lastours, pour l'église abbatiale[39].
- Église Saint-Martin du Mesnil-Touffrey, du XIIIe siècle.
- Château du Mesnil-Aumont, XVIIIe siècle.
- Moulin du XVIIIe siècle, situé en aval de l'abbaye, au-delà du ruisseau.
- Ancienne fromagerie, à Faverolles (début XXe siècle).

### Personnalités liées à la commune
- Frédéric Vaultier (1772 à Barbery-1843), historien et homme de lettres.

### Héraldique
| Blason de Barbery | Blason  | D'azur semé de billettes d'argent.               |
| Blason de Barbery | Détails | Le statut officiel du blason reste à déterminer. |